# Raphael Vinhedo
 Raphael Florêncio Margarido  (Itapeva, 28 de abril de 1983) é um voleibolista brasileiro,  atuante na função de levantador, e representando a Seleção Brasileira foi medalhista de ouro no Campeonato Sul-Americano Infantojuvenil em 2000, e no Campeonato Mundial Infantojuvenil  no ano de 2001, também obteve a  medalha de ouro no Campeonato Sul-Americano Juvenil em 2002.Representou a Seleção Brasileira Militar na edição do Campeonato Mundial Militar de 2014 no Brasil e o bicampeonato nos Jogos Mundiais Militares de 2015 na Coreia do Sul.Com passagens por clubes nacionais e internacionais, e atuando no exterior obteve a medalha de prata no Campeonato Mundial de Clubes em 2011. e medalhista de ouro nas edições de 2013 e 2014 no Brasil; foi vice-campeão da Taça Challenge CEV de 2015 e medalhista de ouro no Campeonato Mundial de Clubes de 2013 no Brasil.

## Carreira
Inicia sua carreira no  Esporte Clube Pinheiros, representando- na categoria categoria Pré-Mirim, conquistando nesta o título do Campeonato Paulista de 1996, sagrando-se bicampeão no Campeonato Paulista na categoria mirim nos anos de 1996 e 1997; também foi campeão infantil em 1998. Nas temporadas seguintes ingressou nas categorias de base no Colégio Objetivo Sorocaba e por este alcançou bicampeonato estadual na categoria infantojuvenil em 1999 e 2000. Sua primeira participação na Seleção Brasileira ocorreu  na categoria infantojuvenil no ano de 2000, época que representou-a no Campeonato Sul-Americano Infantojuvenil na cidade de Neuquén,Argentina, participando da conquista da medalha de  obtendo o ouro.
Em 2001 foi contratado pelo Esporte Clube Banespa e atuou por este na categoria juvenil;neste mesmo ano  foi novamente convocado para Seleção Brasileira e disputou o Campeonato Mundial Infantojuvenil, sediado em Cairo  no Egito conquistando o título e ficou na décima terceira posição entre os melhores levantadores desta competição. No ano de 2002 serviu novamente a seleção , desta vez na categoria juvenil, e disputou o Campeonato Sul-Americano Juvenil, realizado em Poços de Caldas, conquistando mais uma medalha de ouro.
Na temporada 2004-05 subiu de categoria no Banespa/Mastercard, treinando com o elenco adulto conquistou o título dos Jogos Regionais, do Campeonato Paulista, também foi campeão do  Grand Prix de Clubes pelo Banespa/Mastercard , já alcançando seu primeiro título da Superliga Brasileira A de 2004-05,
Em 2005 foi convocado  pelo técnico Bernardo Rezende para seleção principal e disputou pela primeira vez a Liga Mundial, onde esteve no grupo que conquistou o ouro ao derrotar a seleção anfitriã.Na temporada 2005-06 passa a defender  a  Unisul/Nexxera onde  conquistou a  Copa São Paulo  de 2005,  a Copa São José de 2005 e  foi  Campeão Catarinense  da edição 2005.
Na temporada seguinte  atua na equipe da Ulbra Suzano  sendo  bicampeão paulista  nos anos 2007 e 2008 , assim como foi bicampeão gaúcho  também em 2007 e 2008. Na temporada 2009-10 se transferiu para voleibol turco. Onde defendeu o HalkBank, teve uma curta passagem em 2010 pelo voleibol romeno defendendo as cores do Remat Zalal, onde não se adaptou  e  retorna ao voleibol brasileiro para temporada 2010-11 já em andamento para defender a equipe Sky Pinheiros.
Integrou a seleção brasileira militar no ano de 2011 e foi campeão da Copa Pan-Americana de Voleibol Masculino no Canadá e medalha de ouro nos Jogos Mundiais Militares realizado no Rio de Janeiro 2011.
Na temporada 2011-12 defendeu o clube polonês Jastrzebski Wegiel  e por este disputou o Campeonato Mundial de Clubes de 2011 e conquista a medalha de prata, sendo o segundo Melhor Levantador da competição. Na jornada 2012-13 defende as cores do clube português Sport Clube Lisboa Benfica quando disputou e conquistou o título do Campeonato Português  e a Supertaça de Portugal
Em 2013 após vitoriosa temporada em Portugal,  é contratado para temporada 2013-14  pelo Sada Cruzeiro Vôlei para disputar a superliga..
Pelo Sada Cruzeiro disputou mais uma edição do Campeonato Mundial de Clubes, desta vez no ano de 2013, cuja sede foi Betim,vestiu a camisa#2 conquitou a inédita medalha de ouro para o Brasil no naipe masculino;e finalizou na décima posição entre os os melhores no fundamento de levantamento.Também em 2013 conquista seu décimo primeiro título do Campeonato Mineiro, e por este clube disputou a Superliga Brasileira A 2013-14 sagrando-se campeão nesta edição Douglas ainda disputou em 2014 a edição da Copa Brasil na cidade de Maringá-PR, ocasião do primeiro título do clube e qualificação para o Campeonato Sul-Americano de Clubes no mesmo ano.
Ainda em 2014 competiu por esse clube no referido Campeonato Sul-Americano de Clubes de 2014, realizado em Belo Horizonte, Brasil, conquistando a medalha de ouro e a qualificação para o Campeonato Mundial de Clubes no mesmo ano;no referido Campeonato Mundial de Clubes de 2014, integrou o elenco do Sada Cruzeiro  que disputou esta edição em Belo Horizonte, vestindo a camisa#2, mas finalizou na quarta colocação.
Integrou novamente a Seleção Brasileira Militar na conquista da medalha de ouro no Campeonato Mundial Militar de 2014, realizado no Rio de Janeiro.Voltou a ser atleta do Sport Lisboa e Benfica na jornada 2014-15, sagrando-se vice-campeão da Taça Challenge e foi o segundo Melhor Levantador
Na sequencia foi contratado pelo Sesi-SP conquistando o vice-campeonato  na edição de 2015 do Campeonato Paulista e bronze na Copa Brasil no mesmo ano e alcançou o quarto lugar na Copa Brasil de 2016 e novamente na temporada 2016-17 defendeu o Sport Lisboa e Benfica]

## Títulos e resultados
- Campeonato Mundial de Clubes:2014 [23]
- Superliga Brasileira A:2004-05[5] e 2013-14[17]
- Superliga Brasileira A:2015-16[28]
- Campeonato Portuguêsː2012-13 [9]
- Supertaça de Portugalː2012-13[9]
- Copa Brasil de Voleibol Masculino Copa Brasil:2014[19]
- Copa Brasil de Voleibol Masculino Copa Brasil:2016[28]
- Grand Prix Brasil de Voleibolː2004[5]
- Campeonato Mineiro:2013[15],
- Campeonato Paulista: 2004-05[5] e 2007[5],2008[5]
- Campeonato Paulista:2015[28]
- Campeonato Gaúcho:2007[5] e 2008[5]
- Campeonato Catarinense:2005[4]
- Jogos Regionais de São Paulo:2004[4]
- Copa São Pauloː2005[4]
- Copa São Joséː2005[4]
- Campeonato Paulista Infantojuvenil:1999[4] e 2000[4]
- Campeonato Paulista Infantil:1998[4]
- Campeonato Paulista Infantil:1996[4] e 1997[4]
- Campeonato Paulista Pré-Mirim:1996[4]

## Premiações individuais
- 2º Melhor Levantador do Campeonato Mundial de Clubes de 2011[8]
- 2º Melhor Levantador da Taça Challenge  2014-15'[27]